# Слънчев удар (филм)
„Слънчев удар“ е български игрален филм (драма) от 1977 година на режисьорите Ирина Акташева и Христо Писков, по сценарий на Ирина Акташева и Георги Джагаров. Оператор е Леонид Калашников. Музиката във филма е композирана от Кирил Дончев.

## Актьорски състав
- Армен Джигарканян – Професор Радев
- Ицхак Финци – Драгиев
- Николай Бинев – Лазаров
- Катя Паскалева – Снежа
- Невена Коканова – Невена
- Белла Цонева – Бързашка
- Рашко Младенов – Балчев
- Иван Кондов – Професор Димов
- Константин Коцев – Славов
- Кирил Господинов – Любо
- Кирил Кавадарков – Весо
- Иван Григоров – Нано
- Ирина Тасева
- Соня Маркова
- Анна Пенчева
- Златина Джамбазова
- Никола Тодев
- Антон Горчев
- Васил Михайлов
- Сашо Симов
- Сотир Майноловски